# Perkupa
Perkupa község Borsod-Abaúj-Zemplén vármegyében, az Edelényi járásban.

## Fekvése
Miskolctól 49 kilométerre északra fekszik, a Bódva völgyében. A közvetlenül határos települések: észak felől Szögliget, északkelet felől Bódvarákó és Martonyi, délkelet felől Szalonna, dél felől Szendrő, nyugat felől Varbóc, északnyugat felől pedig Szin.

### Megközelítése
Legfontosabb közúti megközelítési útvonala a 27-es főút, mely a központján is áthalad. Ott ágazik ki belőle (a 35+750-es kilométerszelvényénél, nyugati irányban) a Varbócra vezető 26 112-es számú mellékút, és alig néhány méterrel arrébb, északi irányban a 26 116-os számú mellékút is, amely a község Dobódél nevű, különálló településrésze számára biztosít közúti kapcsolatokat. A tőle délnyugatra fekvő Szőlősardóval a község déli széle közelében kiágazó 26 109-es számú mellékút köti össze.
A hazai vasútvonalak közül a Sajóecseg–Hídvégardó-vasútvonal érinti, melynek két megállási pontja is van a határai között: Perkupa megállóhely a faluközpont keleti szélén, Jósvafő-Aggtelek vasútállomás pedig a település északi határszéle közelében.

## Története
Először 1340-ben említik, Precopa alakban. Neve valószínűleg szláv eredetű; jelentése: keresztárok földhányással. Birtokosai kezdetben a Színi és a Szalonnai családok voltak. 1332-ben már bizonyítottan templomos hely volt.
1526-tól a Bebekek tulajdonába került. A 16. század derekán református hitre tért a falu népe, és a reformátusok birtokba vették a középkori templomot. 1562-ben a törökök felégették. 1686 után a szádvári uradalom részeként az Esterházyak szerezték meg. Egy 1590-es híradás szerint fatalpas temploma Szögliget filiája volt. Az 1784-es tűzvészben leégett a falu 46 háza, a paplak és a templom, az egyház minden felszerelésével (kegyszerek és anyakönyvek). 1785-ben már állt az új templom és lelkészlakás, de 1797-ben ismét a tűz martalékává lett a templom, a parókia, az iskola és 108 ház; még a harang is elolvadt a haranglábon. Az új, késő barokk stílusú templom építését még abban az évben elkezdték.
1896-ban vasútállomást kapott. 1919-ben Perkupa és Szalonna községek között húzódott a cseh csapatok demarkációs vonala.
A falutól északra mélyművelésű anhidritbányát üzemeltettek. A terméket a helyszínen őrölték, majd talajjavításra használták. A gazdaságtalan bányát és vele az őrlőüzemet bezárták; az üzemcsarnokokban sokáig díszkőmegmunkáló üzemelt. Az egykori bánya területén 2009 februárjában kellett volna megnyitni Magyarország első klímagyárát, amely a tervek szerint kizárólag szél-, nap- és geotermikus energia felhasználásával üzemel majd. A beruházást 2009. október 29-én átadták.

## Közélete

### Polgármesterei
- 1990–1992: Tóth Lajos (FKgP-Magyar Néppárt)[6]
- 1992–1994: Béres István (SZDSZ)[7]
- 1994–1998: Falucskai Gusztáv (független)[8]
- 1998–2002: Tóth Lajos (független)[9]
- 2002–2006: Tóth Lajos (független)[10]
- 2006–2010: Molnár Zoltán (független)[11]
- 2010–2014: Molnár Zoltán (független)[12]
- 2014–2019: Molnár Zoltán (független)[13]
- 2019–2024: Molnár Zoltán (független)[14]
- 2024– : Molnár Zoltán (független)[1]

1993. február 14-én időközi polgármester-választást kellett tartani a településen, mert a korábbi polgármester az előző év utolsó hónapjaiban bejelentette visszavonulását. A község vezetését ügyvivő polgármesterként már 1992 decemberében Béres István képviselő vette át, aki aztán az időközi választást is megnyerte, a Parlamentben akkor erős ellenzéki erőként jelen lévő SZDSZ jelöltjeként.

## Népesség
A település népességének változása:
| Lakosok száma | 848  | 841  | 812  | 737  | 765  | 797  | 788  |
|               | 2013 | 2014 | 2015 | 2021 | 2022 | 2023 | 2024 |

2001-ben a település lakosságának 82%-a magyar, 18%-a cigány nemzetiségűnek vallotta magát.
A 2011-es népszámlálás során a lakosok 99,3%-a magyarnak, 20,2% cigánynak mondta magát (0,7% nem nyilatkozott; a kettős identitások miatt a végösszeg nagyobb lehet 100%-nál). A vallási megoszlás a következő volt: római katolikus 55,6%, református 32,7%, görögkatolikus 1,8%, felekezeten kívüli 5% (2,7% nem válaszolt).
2022-ben a lakosság 92,9%-a vallotta magát magyarnak, 20% cigánynak, 0,4% szlováknak, 0,1% németnek, 0,5% egyéb, nem hazai nemzetiségűnek (6,9% nem nyilatkozott; a kettős identitások miatt a végösszeg nagyobb lehet 100%-nál). Vallásuk szerint 46,1% volt római katolikus, 24,4% református, 1,7% görög katolikus, 0,9% egyéb keresztény, 9,3% felekezeten kívüli (17,1% nem válaszolt).

## Látnivalók
- A kőfallal kerített református templomot 1797 és 1799 között emelték, miután a régi leégett. Valószínűleg a jelenlegi épület alatt rejtőznek a falu hajdan volt középkori templomának romjai. A keleti homlokzat fölött magasodó, hegyes sisakos tornyát 1852–53-ban építették hozzá. Szentélye egyenesen záródik. A 9 m × 21 m-es hajó három szakaszból áll; mindhármat csehsüvegboltozat fedi. A hajó két végén fakarzat áll. A karzatok és a padok is a 18. század végén készült, festett asztalosmunkák. A szószék koronája faragott, festett.
- Római katolikus templomát 1865-ben építették Ybl Miklós tervei alapján. A szent István tiszteletére szentelt, egyhajós templom síkmennyezete faragott deszkafödémes. Legértékesebb tárgya egy 18. századi Madonna-szobor.

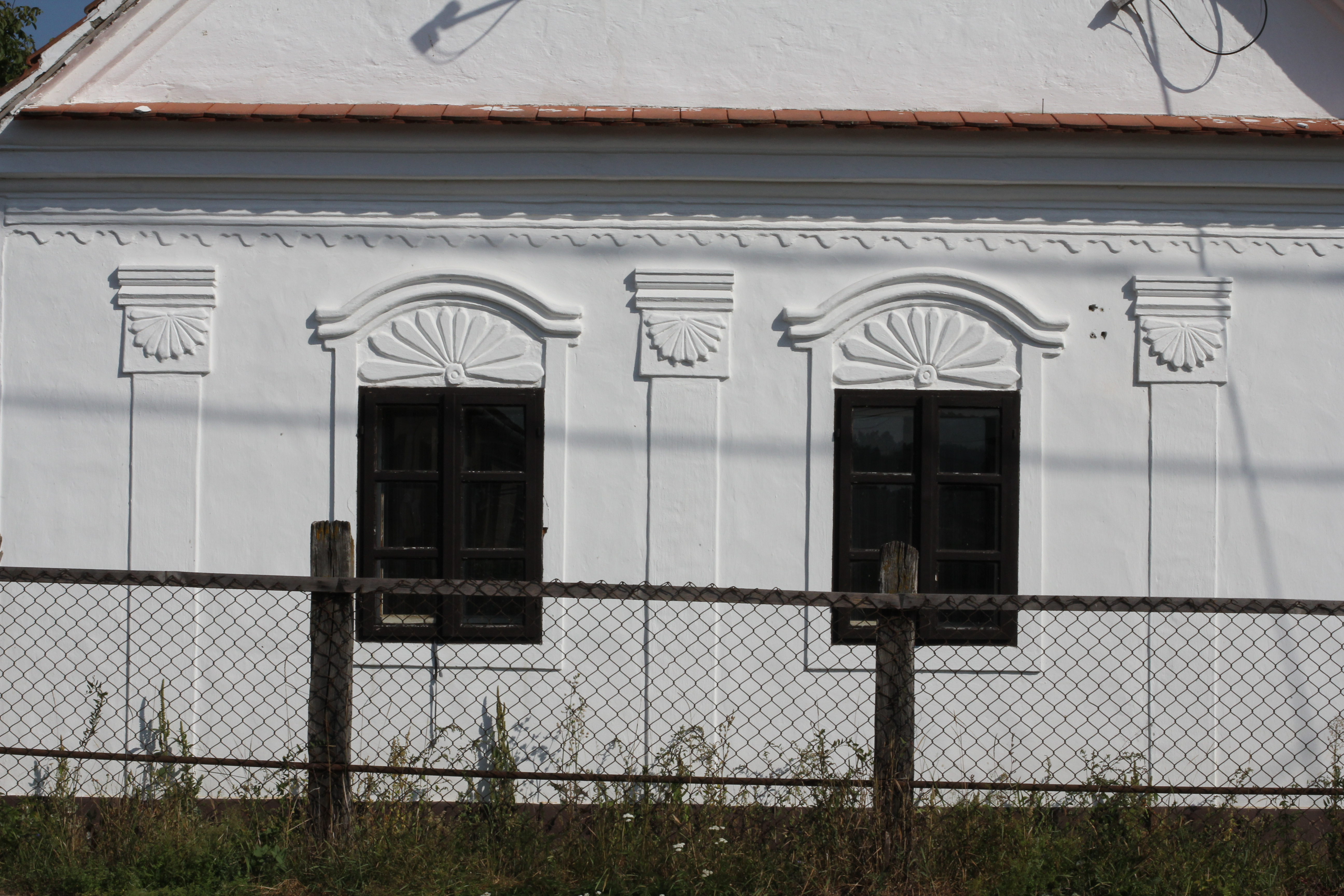
Perkupai stílusban épített népi lakóház, Perkupa

- Perkupai stílusban épített népi lakóház, PerkupaPerkupát valaha a száz kőműves falujának is nevezték. A faluról elnevezett perkupai stílusban dolgozó mesterek keze munkáját őrzik a Petőfi utca parasztházai. Szépen felújított, látogatható tájházában (Petőfi u. 22.) található a Galyasági Településszövetség irodája, és ez a legtöbb évben a Gömör-Tornai Fesztivál részeként (vagy attól függetlenül) rendezett falunap rendezvényeinek központja is. A tájházban nívós kiállítás mutatja be a perkupai stílus kialakulását és jellegzetességeit.
- 2O23-ban bővült a tájház kiállítási kínálata: egy nyugdíjas pedagógus jóvoltából színvonalas iskola- és úttörőtörténeti múzeum is várja az idelátogatókat.
- A 27-es főút mellett, a fagylaltozó előtti téren felállított információs táblától indul a 2005-ben kialakított, majd 2011-ben felújított Bódva-völgyi tanösvény. A 2,5 km hosszú útvonal másik végpontja a Köszvényes-kútnál működő Bódva-völgyi Madárvonulás-kutató és Természetvédelmi Táborban van. A tanösvény augusztus közepétől október végéig, a tábor működési idejében látogatható. A túra bejárását segítő kiadvány Perkupán, a polgármesteri hivatalban vagy (ősszel) a táborban vehető át.
- A perkupai kőművesek sajátos alkotásai a Petőfi utca fölső végén a Varbóc felől lefolyó Vízvölgyi-patakon átívelő, boltíves kőhidak is. A Petőfi utca 68. számú ház portáját a főúttal összekötő híd a két világháború között épült.
- 1995-ben a településen található Magas-hegyi-zsomboly nevű barlangot az Aggteleki-karszt és a Szlovák-karszt többi barlangjával együtt az UNESCO a világörökség részévé nyilvánította.

## Környező települések
- Bódvarákó (6 km)
- Szalonna (5 km),
- Szin (6 km),
- Szögliget (6 km),
- Varbóc (5 km);
- a legközelebbi város: Szendrő (10 km).

## Híres emberek
- Itt született Sassy Árpád (1845–1915) lapszerkesztő, miskolci várospolitikus, Sassy Attila festőművész és Sassy Csaba költő, újságíró apja.
- Itt született 1933-ban Kalász László költő. Szalonnán hunyt el 1999-ben, de hamvai kívánsága szerint itt, a szülőfaluban nyugszanak. Róla nevezték el a falu művelődési házát, aminek oldalán márványtábla hirdeti a költő emlékét.
- Itt nőtt fel Szegedi Csaba (1981–) operaénekes.

## Galéria

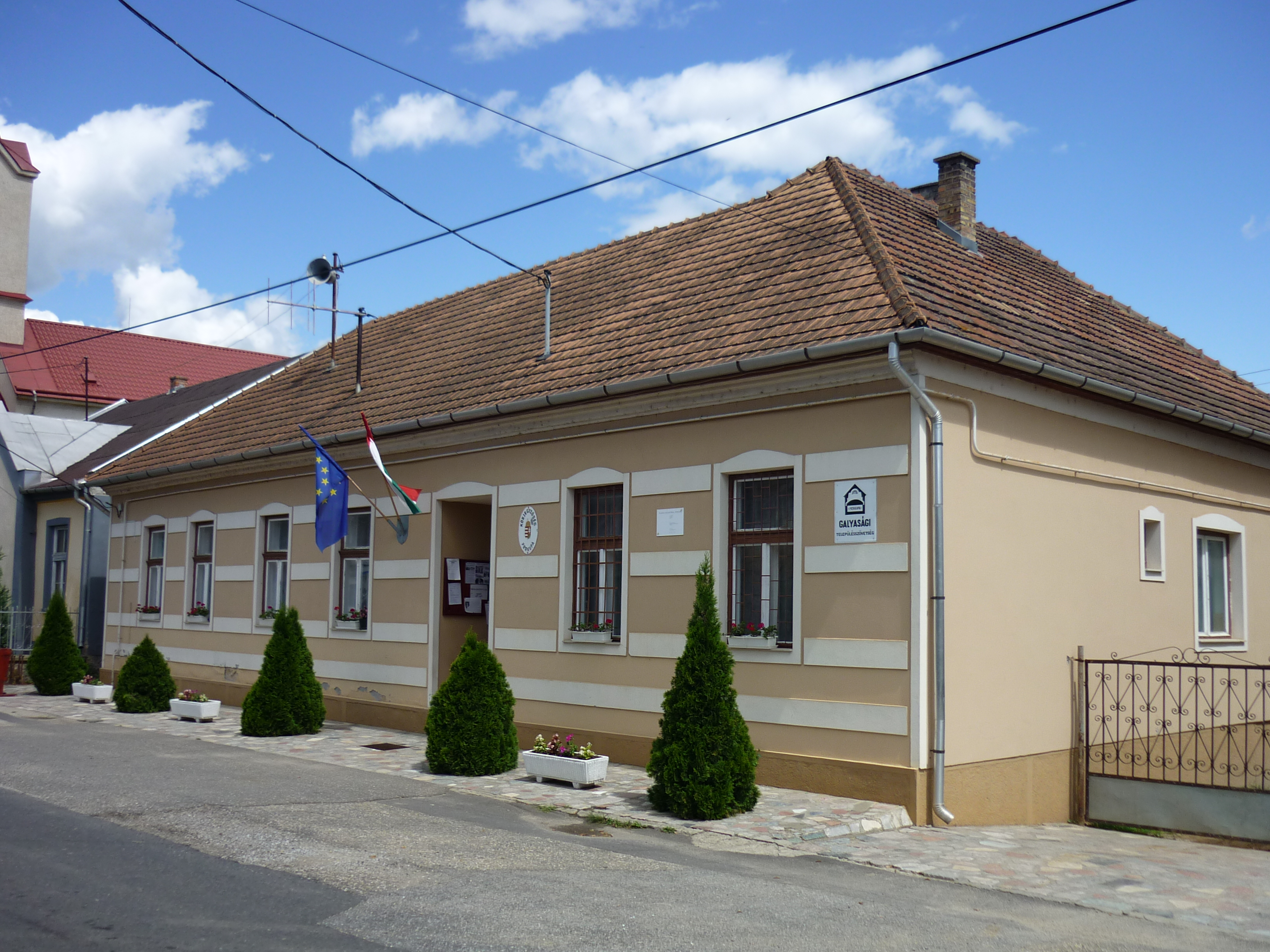
A polgármesteri hivatal
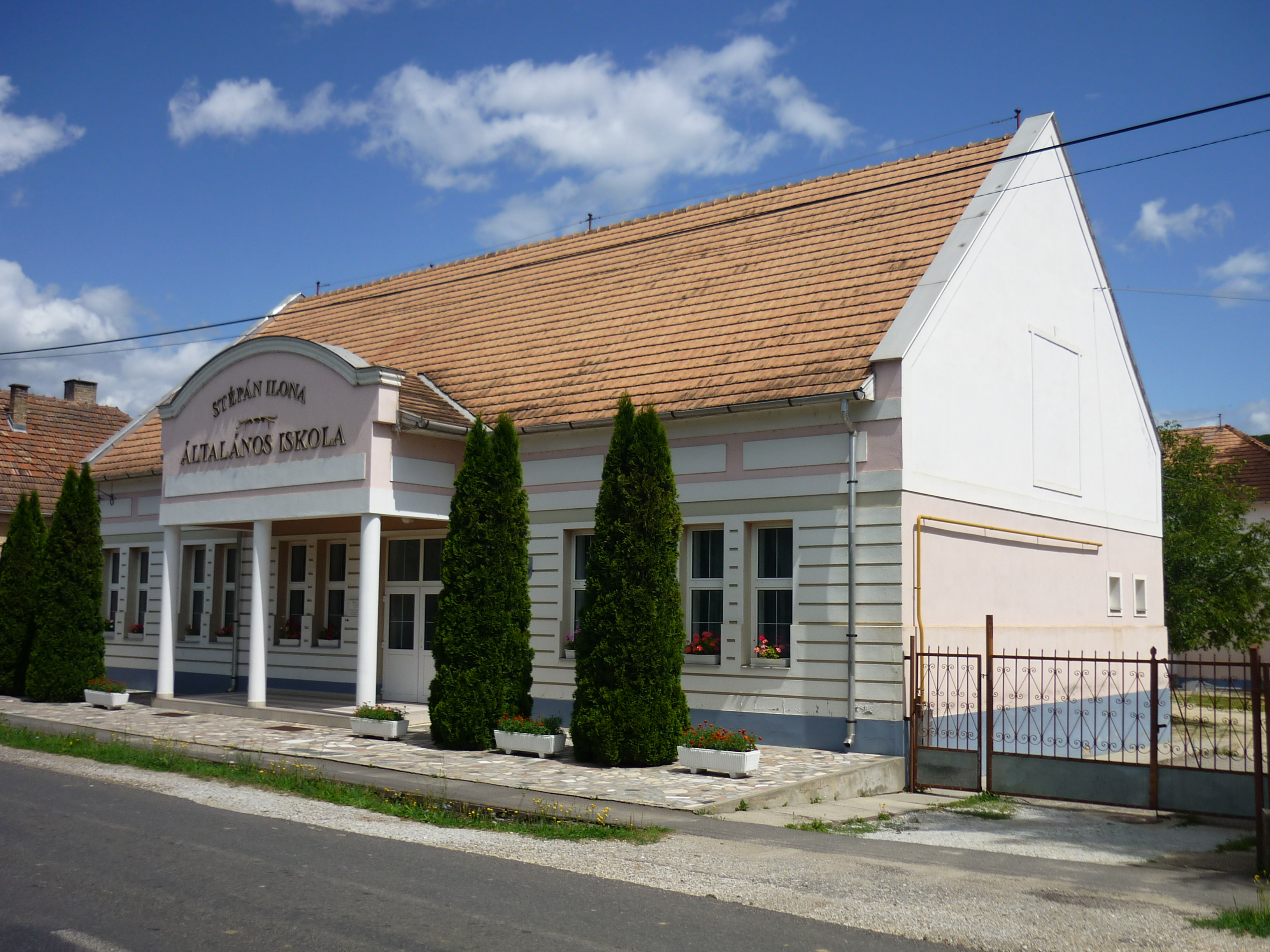
A Stépán Ilona Általános Iskola
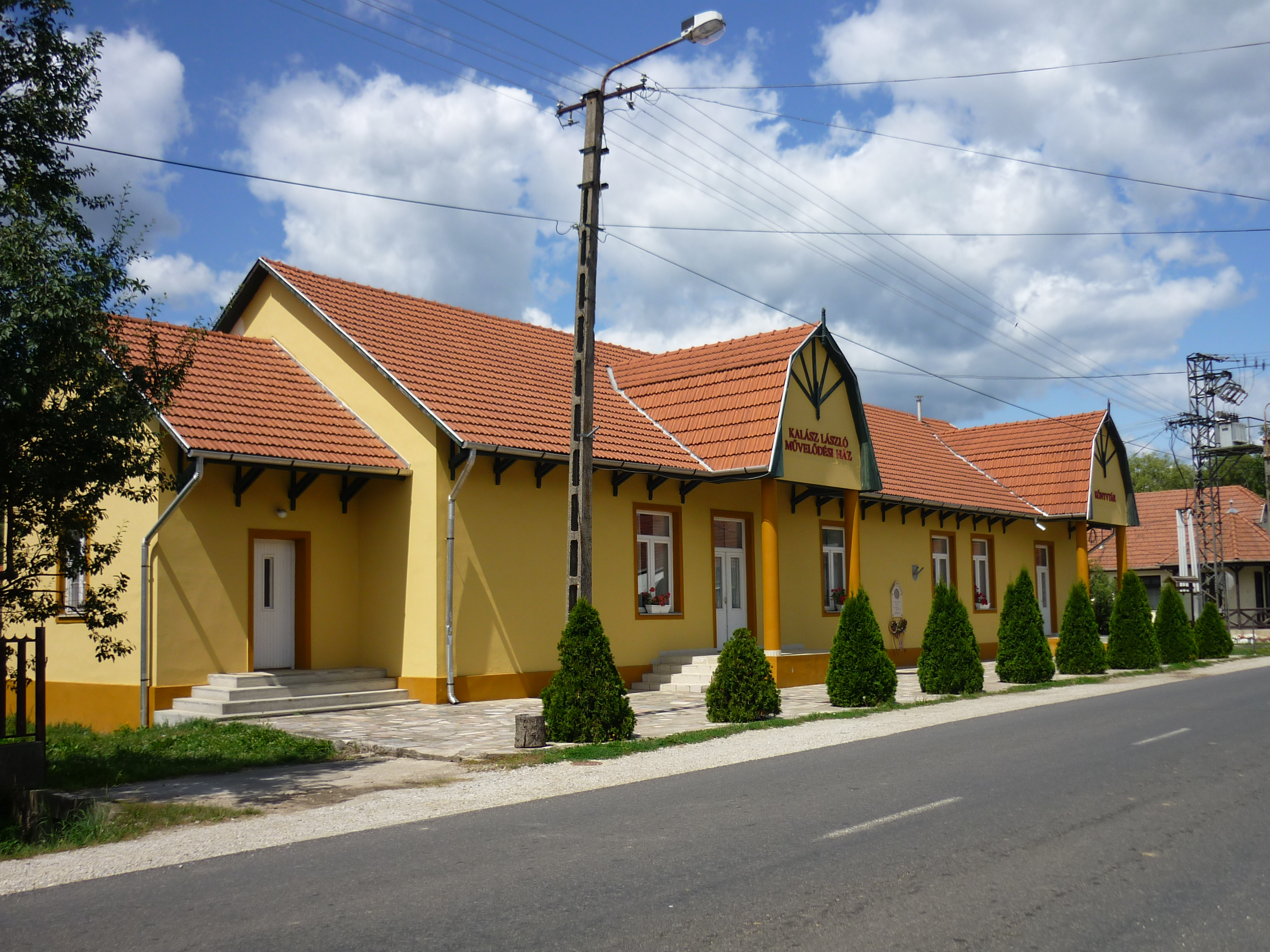
A Kalász László Művelődési Ház
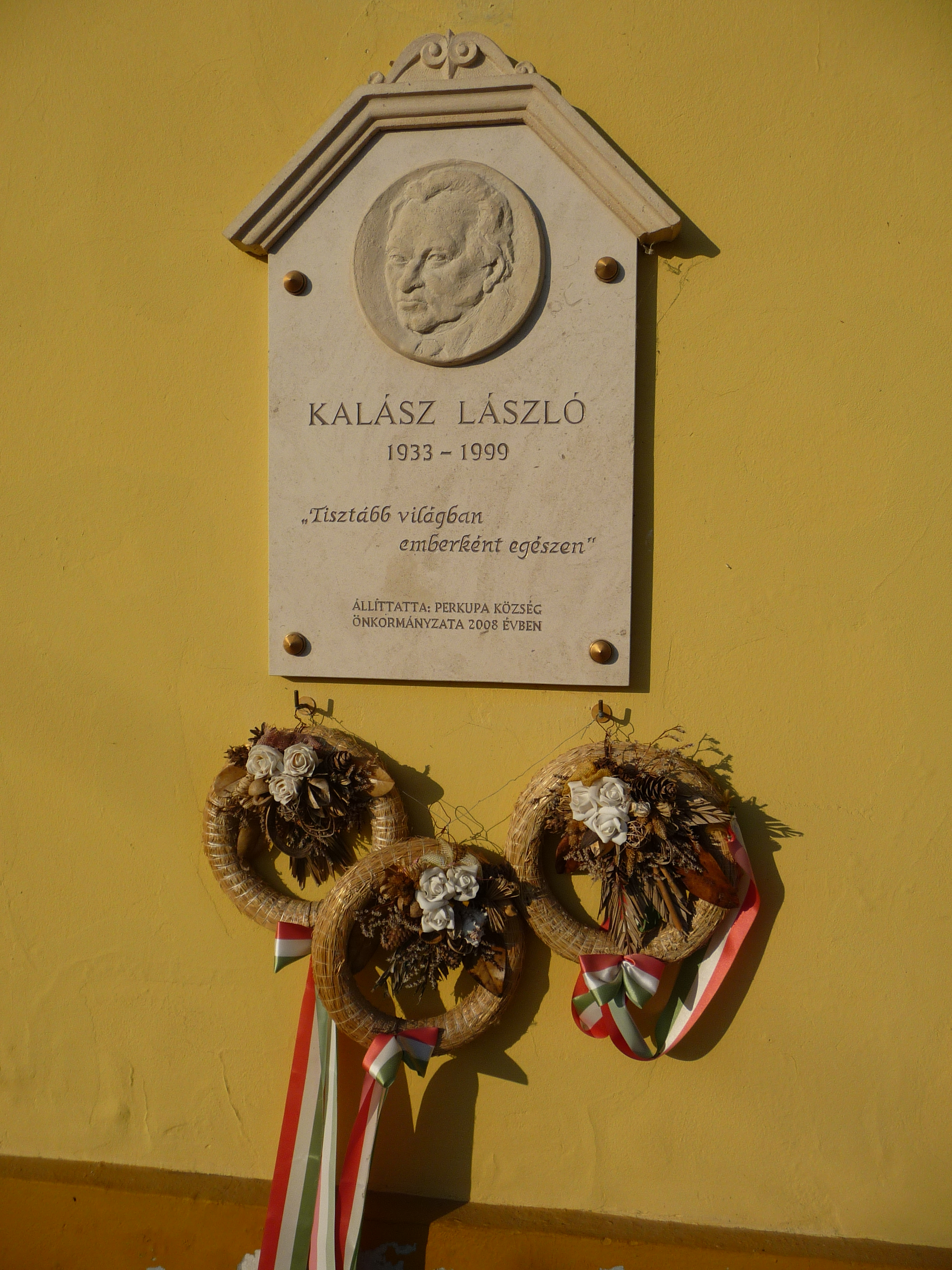
Kalász László emléktáblája a róla elnevezett művelődési ház falán